# Coke en stock
Coke en stock (Perdidos no Mar ou Carvão no Porão, como editado em português) é o décimo nono álbum da série de banda desenhada franco-belga As aventuras de Tintim, produzida pelo belga Hergé. A história foi publicada semanalmente pela Revista Tintin de outubro de 1956 a janeiro de 1958 e republicado no formato álbum pela Casterman em 1958. A história mostra o jovem jornalista belga Tintim, o seu cão Milu  e seu amigo Capitão Haddock enquanto viajam para o reino (fictício) do Oriente Médio de Khemed com a intenção de ajudar o emir Mohammed Ben Kalish Ezab a recuperar o controle após um golpe de estado de seus inimigos, que são financiados por comerciantes de escravos.

Na sequência do volume anterior da série, L'affaire Tournesol', Coke en stock foi criado com a ajuda da equipe de artistas de Hergé no Studios Hergé. Influenciado por La comédie humaine de Honoré de Balzac, Hergé usou a história como um veículo para reintroduzir uma ampla gama de personagens que apareceram pela primeira vez em versões anteriores da série. A história tratou do comércio em curso de africanos escravizados em todo o mundo árabe. No entanto, na década de 1960, a história geraria controvérsia, já que Hergé foi repetidamente acusado de ter retratado os africanos de maneira racista. Ele ficou chateado com essas alegações e fez alterações na representação dos africanos em reimpressões posteriores. Hergé continuou As Aventuras de Tintin com Tintin au Tibet, e a série como um todo tornou-se uma parte definidora da tradição  da banda desenhada franco-belga. Coke en stock foi criticamente bem recebido com vários comentaristas descrevendo-o como uma das melhores aventuras de Tintin. A história foi adaptada para a série animada As Aventuras de Tintim dos estúdios Ellipse Animation e Nelvana de 1991.

## Sinopse
Em Perdidos no mar, Tintim se encontra por acaso com o General Alcazar, de O ídolo roubado, e descobre que ele estava envolvido com um traficante de armas. Depois, lê que o emir do Khemed fora deposto, e que os golpistas tiveram sua vitória garantida pelos aviões vendidos por Alcazar. Tintim decide partir com Milu e o capitão Haddock para o Oriente Médio com o intuito de investigar essa história toda. Mas o barco em que viajam é atacado por uma esquadrilha de aviões.

## Adaptações
Em 1991, Objectif Lune foi adaptado para um episódio da série de televisão As Aventuras de Tintim, do estúdio francês Ellipse Animation e o canadense Nelvana. Dirigido por Stéphane Bernasconi, o personagem de Tintin teve a voz de Thierry Wermuth. Dirigida por Stéphane Bernasconi, os críticos elogiaram a série por ser "geralmente fiel", com composições tendo sido tiradas diretamente dos quadrinhos originais.